# サンマリノ共和国大学
サンマリノ共和国大学（さんまりのきょうわこくだいがく、英語: 　University of the Republic of San Marino、公用語表記: Università degli Studi della Repubblica di San Marino）は、Contrada Omerelli, 20, 47890 Repubblica Di San Marino, サンマリノ共和国に本部を置くサンマリノ共和国の国立大学。1985年創立、1985年大学設置。
サンマリノ共和国のサンマリノ市に所在する、サンマリノ共和国の唯一の大学である。

## 沿革
1985年に設立された。

## 基礎データ

### 所在地
本部　Contrada Omerelli, 20, 47890 Repubblica Di San Marino, サン・マリノ
牧師館　Corrado Petrocelli（ペトロチェッリ・コッラード）
経済工学部　モンテジャルディーノにある。

## 組織構成

### 学部
- 経済科学法学部
- 人間科学部
- 歴史・サンマリノ文化学部

かつて存在した学部
- 生物医科学部
- コミュニケーション学部
- 教育トレーニング学部
- 経済テクノロジー学部
- 歴史学部
- 法学部

### 学士課程
- 市民エンジニアリング・コース（モデナ・レッジョ・エミリア大学と連携）
- エンジニアリング・マネージメント・コース（パルマ大学と連携）
- デザイン・コース（ボローニャ大学と連携）
- 不動産鑑定コース（モデナ・レッジョ・エミリア大学と連携）

### 大学院

#### 修士課程（Laurea magistrale）
- 市民エンジニアリング・コース（モデナ・レッジョ・エミリア大学と連携）
- デザイン・コース

#### 修士課程(Master)
- 美容医学（ペルージャ大学と連携）
- 形成外科学（ペルージャ大学と連携）
- コミュニケーション・マネージメント・ニューメディア学（ヴェネツィアIUAV大学と連携）
- 犯罪学・司法精神医学（ウルビーノ大学と連携）
- 老年医学
- 障害者学習（モデナ・レッジョ・エミリア大学と連携）
- スポーツイベント・複合運動施設戦略計画（パルマ大学と連携）

#### 博士課程
- 歴史学コース

### 附属機関
- 図書館　３万冊以上の蔵書
- 国際関係研究センター
- 失読症センター
- サンマリノ歴史研究センター
- 移住研究センター
- 記憶研究センター
- 大学セキュリティ研修センター
- サンマリノ法律研究センター
- 青少年研究センター
- 歴史学研究上級学校

## 学内組織と大学関係者
ルチャーノ・カンフォーラ
レナート・ザンゲーリ

## 施設
所在地　モンテジャルディーノ

## 対外関係
他大学との連携が多い。